# Pornogrind
Genres dérivés
Goregrind
Le pornogrind (porno grind, porno-grind ou porn grind) est un sous-genre musical du grindcore et du death metal, dont les paroles se centrent sur la sexualité,.

## Caractéristiques
Le genre, en plus du deathgrind, est associé au sous-genre goregrind, et décrit par le magazine Zero Tolerance comme « le plus pervers de tous, accompagné d'une gorgée de groove et de chants pipi-caca dégueulasses. » Natalie Purcell, cependant, dans son ouvrage intitulé Death Metal Music: The Passion and Politics of a Subculture, explique que le pornogrind se définit uniquement de par son contenu lyrique et son imagerie unique centrés sur la pornographie. Purcell note que des groupes tels que Gut composent « les chansons les plus simplistes, lentes, et plus axées rock. » Les couvertures d'albums des groupes pornogrind sont notées comme étant extrêmes et potentiellement choquantes, « un bon moyen pour ne pas les mettre en rayon. »
D'autres groupes notables du genre impliquent Meat Shits, Cock and Ball Torture, Dead, Lividity, et Waco Jesus,,,.